# Sénégali brun
Clytospiza monteiri
Genre
Espèce
Statut de conservation UICN

 LC  : Préoccupation mineure
Le Sénégali brun (Clytospiza monteiri) est une espèce d'oiseaux de la famille des Estrildidae, l'unique représentant du genre Clytospiza.
Cet oiseau vit en Afrique centrale.